# 요시다 나오키

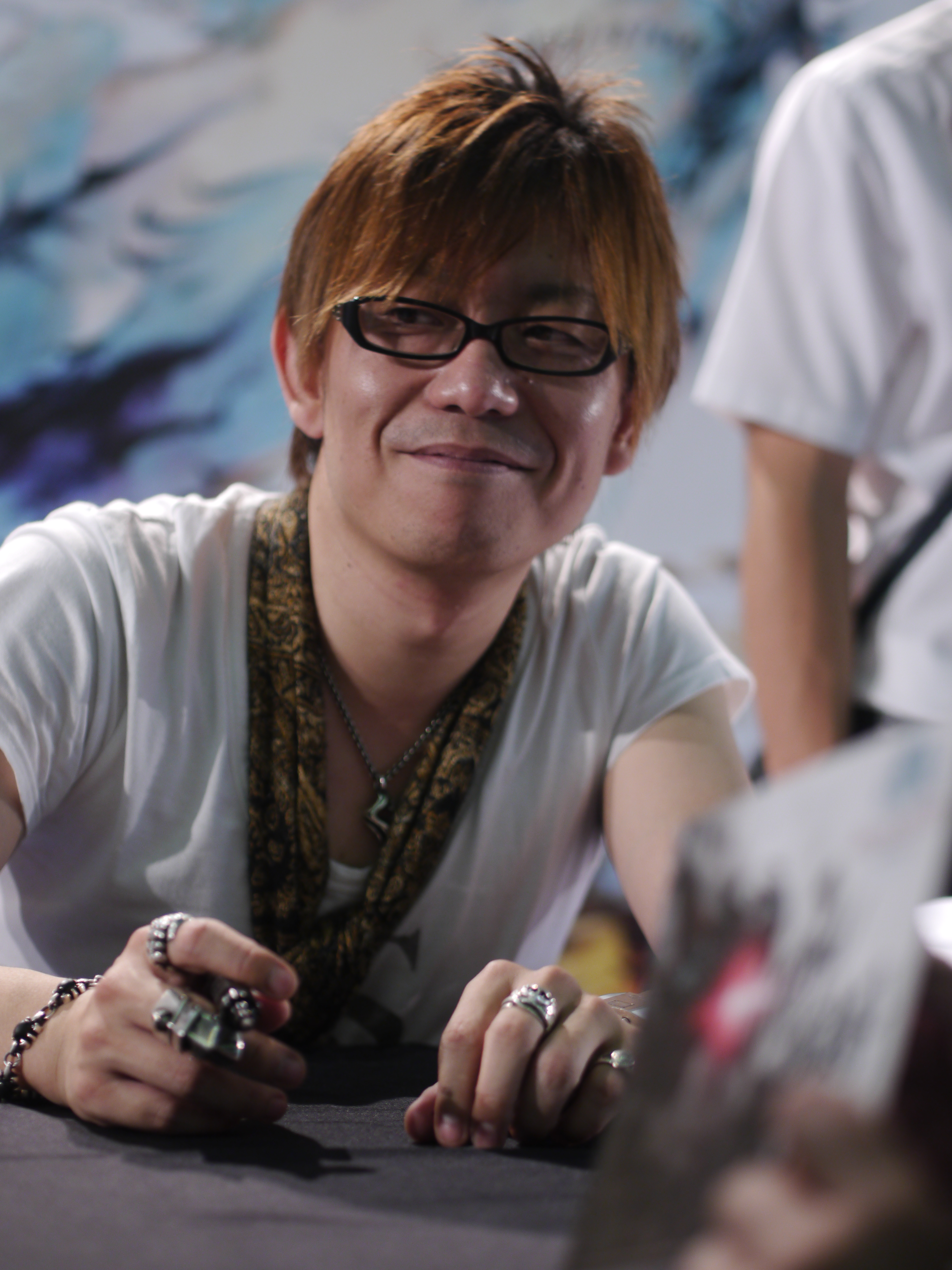
2013년 모습

요시다 나오키(吉田直樹, 1973년 5월 1일 ~ )는 요시P(Yoshi-P)라는 별명으로도 알려진 일본의 비디오 게임 프로듀서, 감독 및 디자이너이다. 대규모 다중 사용자 온라인 롤플레잉 게임(MMORPG) 작업으로 가장 잘 알려져 있으며, 주로 파이널 판타지 XIV 및 확장팩의 감독 겸 프로듀서로 활동하고 있다.
요시다는 처음에는 품질이 좋지 않다는 비판을 받았던 게임 인포머와 같은 해설자들에 의해 원래 파이널 판타지 XIV 프로젝트를 부활시킨 공로를 인정 받았다. 요시다는 2015년에 스퀘어 에닉스의 임원이 되었고, 스퀘어 에닉스의 크리에이티브 스튜디오 III(구 크리에이티브 비즈니스 유닛 III)의 책임자가 되었으며, 2014년에는 프랜차이즈의 출시와 콘텐츠의 일관성을 유지하는 임무를 맡은 파이널 판타지 위원회의 일원이 되었다.

## 작품
- 파이널 판타지 XIV (2010년 비디오 게임)
- 드래곤 퀘스트 X
- 파이널 판타지 XIV
- 파이널 판타지 XI
- 드래곤 퀘스트 빌더즈: 아레프갈드를 부활시켜라
- 킹스글레이브: 파이널 판타지 XV
- 파이널 판타지 XV
- 포춘 스트리트
- 파이널 판타지 디멘션즈 II
- 디시디아 파이널 판타지 NT
- 드래곤 퀘스트 빌더즈 2: 파괴신 시도와 텅 빈 섬
- 스트레인저 오브 파라다이스: 파이널 판타지 오리진
- 파이널 판타지 XVI